# Hermann Weber (Pfarrer, 1902)
Hermann Weber (* 22. September 1902 in Unterkochen; † 1. August 1976) war Pfarrer und Heimatforscher.
Er war der Sohn eines Schuhmachers, besuchte ab 1911 die Lateinschule in Buchau am Federsee, ab 1914 das Gymnasium in Rottweil. Ab 1920 studierte er am Wilhelmsstift in Tübingen Philosophie und Theologie. 1925 wechselte er zum Priesterseminar in Rottenburg am Neckar, am 27. Februar 1926 erhielt er die Priesterweihe. Er war anschließend Vikar in Ulm, ab 1928 Kaplan in Bodnegg, ab 1934 Pfarrer in Hofherrnweiler. Von 1941 bis 1957 war er Pfarrer in Marlach und von 1957 bis zu seinem Ruhestand 1967 Pfarrer in Zöbingen. Während seiner Zeit in Marlach war er außerdem am Pädagogischen Institut und Aufbaugymnasium Künzelsau bischöflicher Kommissär für den Religionsunterricht (heute: Schuldekan). Neben seiner Tätigkeit als Pfarrer war Weber insbesondere auch heimatgeschichtlich tätig. Er hat über 100 Beiträge vor allem zur Geschichte der Kirchen und Kapellen im Bereich der unteren Jagst verfasst. 1964 schrieb er den Text des Heimatlieds Mein Unterkochen. Ihm zu Ehren wurde im Jahr 2004 am Zieburgweg in Marlach ein älterer St.-Kilians-Bildstock zum Gedenkstein umgewidmet.